# Le Magicien
Le Magicien (en español, El Mago, de catálogo de Star Film Company n°. 153) es un cortometraje mudo de trucos de 1898, dirigido por Georges Méliès, presentando a un brujo, un Pierrot y un escultor en una serie rápida de saltos de manivela. La película es "otro ejercicio en el arte del salto rápido" según Michael Brooke de BFI Screenonline, "en tradición de sus anteriores Una pesadilla (Le Cauchemar, 1896) y La mansión del diablo (Le Château hanté, 1897)."

## Sinopsis
Un mago evoca una mesa y una caja de la nada y luego desaparece cuando salta hacia la caja. Pierrot emerge de la caja y toma asiento, cuando de repente aparece un banquete sobre la mesa, pero desaparece junto con la mesa y la silla antes de que pueda comer. Un hombre con jubón isabelino le toca el hombro y se transforma en un escultor renacentista. Levantando un busto femenino a medio terminar sobre un pedestal, se prepara para trabajar en él con un martillo y un cincel solo para que cobre vida y le arrebate sus herramientas. Intenta abrazar la escultura solo para que desaparezca y reaparezca en una variedad de poses. Finalmente reaparece el isabelino para darle una patada en el trasero.

## Estado actual
Debido su edad, este cortometraje está disponible para su libre descarga del Internet.